# Гронский, Александр
Александр Гронский (род. 1 июля 1980, Таллин, ЭССР) — российский фотограф.

## Биография
Родился в 1980 году в Таллине. Живёт в Москве и Риге (Латвия).
С 1998 работает как профессиональный фотограф.
Фотопроекты Александра Гронского успешно экспонируются по всему миру, а работы находятся в музейных и частных коллекциях.
По итогам VII Всероссийского конкурса в области современного искусства «Инновация» Александр Гронский стал обладателем двух призов: посольства Франции (резиденция в Париже в Cité des Аrts) и Британского совета.
В 2018 году вошел в Российский инвестиционный художественный рейтинг 49ART, представляющий выдающихся современных художников в возрасте до 50 лет.

## Персональные выставки
- 2012 — «Mountains & Waters», Polka Gallery, Paris
- 2011 — «Pastoral», Photographer.ru Gallery, Moscow
- 2011 — «Mountains&Waters», Levallois
- 2011 — «The Edge», Fotografica, Bogota, Columbia
- 2010 — «The Edge», Aperture Foundation, New York
- 2010 — «Alexander Gronsky», FOAM Museum, Amsterdam
- 2009 — «The Edge». Photographer.ru Gallery, Moscow
- 2008 — «Background». Photographer.ru Gallery, Moscow

## Премии
- 2012 — Гран-при первого фестиваля «Фотограффити», Пермь[1]
- 2012 — World Press Photo, третья премия в разделе Daily Life stories
- 2011 — Prix Photographique Ville de Levallois-Epson
- 2010 — Foam Paul Huf Award
- 2010 — Конкурс «Серебряная камера», гран-при в номинации «События и повседневная жизнь»
- 2009 — Critical Mass Top 50
- 2009 — erture Portfolio Prize
- 2009 — Linhof Young Photographer Award
- 2008 — Премия Кандинского, финалист
- 2004 — Finalist for the Ian Parry Award, UK